# Aserrí (canton)
Aserrí est un canton de la province de San José au Costa Rica.

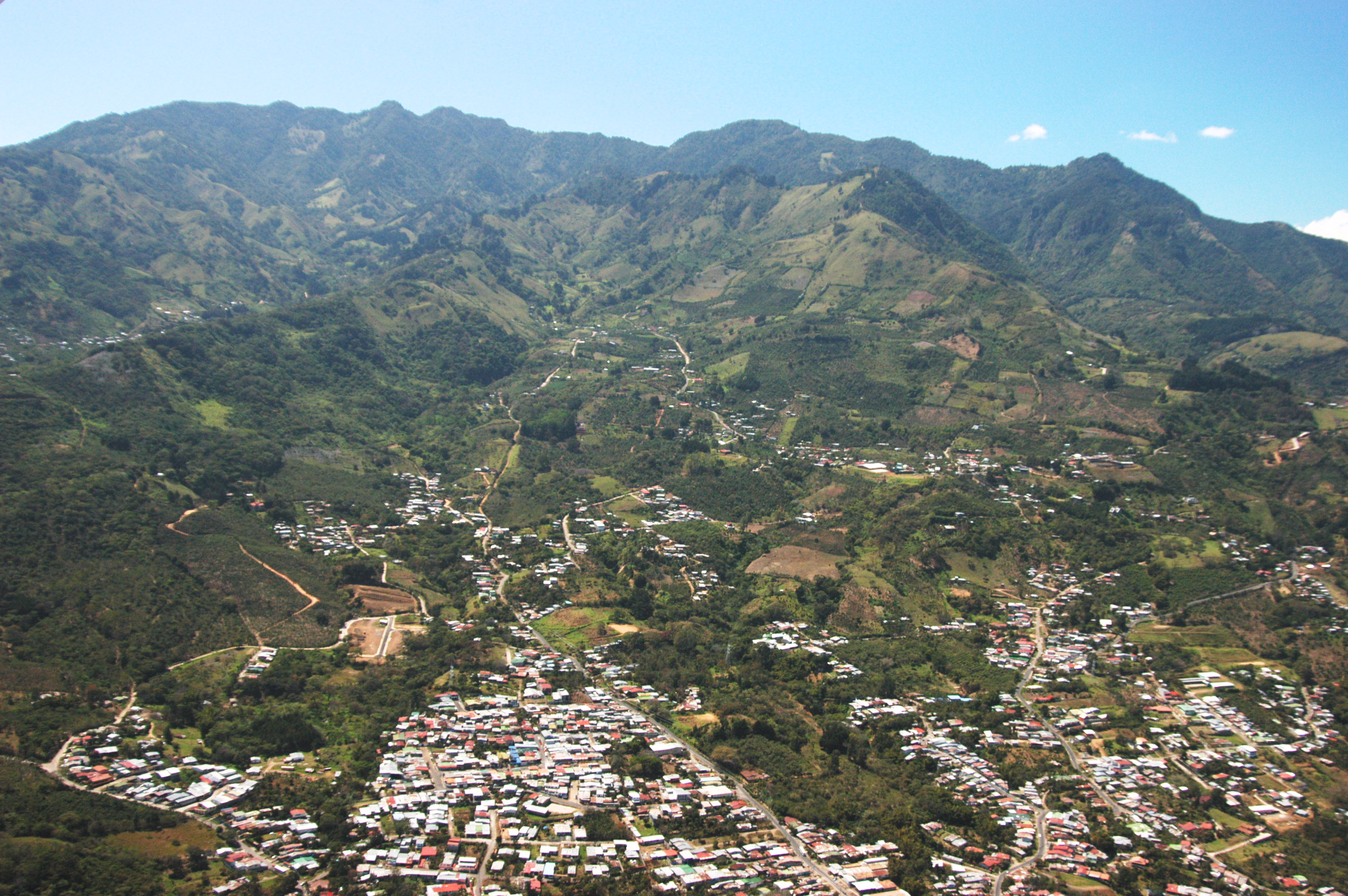
Vue panoramique d'Aserrí

## Histoire
Le canton a été créé par un décret du 27 novembre 1882.

## Districts
Le canton Aserrí est subdivisé en sept districts (distritos) :
1. Aserrí
2. Tarbaca
3. Vuelta de Jorco
4. San Gabriel
5. Legua
6. Monterrey
7. Salitrillos